# Hieronim Miąc
Hieronim Miąc pseudonim „Korsarz” (ur. 14 listopada 1906 w Lubartowie, zm. 5 sierpnia 1943 w Józefowie) – urzędnik pocztowy i spółdzielczy, oficer rezerwy piechoty Wojska Polskiego, komendant rejonu Józefów Biłgorajski w obwodzie Biłgoraj Armii Krajowej, dowódca oddziału partyzanckiego, jeden z głównych dowódców podczas Powstania Zamojskiego.

## Życiorys
Urodził się w rodzinie lubartowskich mieszczan. Był synem Juliana Miąca, mistrza murarskiego i Wiktorii z Rackich. W Lubartowie ukończył szkołę początkową, a następnie uczył się (w latach 1919-1926) w prywatnym gimnazjum koedukacyjnym Jana Kurtza w Lubartowie. Po maturze, w latach 1926-1927 studiował na Wydziale Prawa Katolickiego Uniwersytetu Lubelskiego. W 1936 r. został naczelnikiem józefowskiego urzędu pocztowego, którym pozostał do 15 IX 1939 r. W latach 1940–1943 był zatrudniony jako urzędnik w spółdzielni „Społem”.
W latach międzywojennych odbył służbę wojskową, uzyskując opinię bardzo dobrego oficera. 24 października 1931 roku Prezydent RP Ignacy Mościcki mianował go podporucznikiem zestarszeństwem z 1 stycznia 1931 roku i 1157. lokatą w korpusie oficerów rezerwy piechoty, a minister spraw wojskowych wcielił do 44 pułku piechoty w Równem. Pozostawał wówczas w ewidencji Powiatowej Komendy Uzupełnień Równe. W 1934 roku pozostawał w ewidencji Powiatowej Komendy Uzupełnień Zamość. Posiadał przydział w rezerwie do 7 pułku piechoty Legionów w Chełmie. W 1938 r. otrzymał awans do stopnia porucznika rezerwy.
Natychmiast zakończeniu kampanii wrześniowej wraz z nauczycielem, podchor. Janem Trochimiukiem ps. „Wilk”, sekretarzem gminy Ignacym Platą ps. ”Baryka” podjął działalność podziemną w oparciu o młodzież w Józefowie, pracowników tartaku w Długim Kącie i byłych wojskowych. W oparciu o jej kadry Konrad Bartoszewski ps. „Wir” zorganizował tzw. oddział józefowski Polskiego Związku Powstańczego (następnie Armii Krajowej. Hieronim Miąc został jego zastępcą.
Od 9 marca 1943 r., podczas hospitalizacji por. Konrada Bartoszewskiego ps. „Wir”, Hieronim Miąc pełnił obowiązki dowódcy józefowskiego rejonu AK.
31 maja 1943 r. Miąc doprowadził do likwidacji majora Langego – jednego z najkrwawszych katów Zamojszczyzny. Stało się to bezpośrednią przyczyną zajęcia przez hitlerowców Józefowa oraz walki o to miasto. Natychmiastowy atak oddziałów Miszki Tatara oraz oddziałów AK dowodzonych przez Miąca udaremnił planowaną egzekucję ludności cywilnej i doprowadził do wyparcia hitlerowców z Józefowa.
Od połowy czerwca do połowy lipca 1943 r. Hieronim Miąc leczył się na kwaterze konspiracyjnej pod Aleksandrowem Na Stawach Sikorskiego. Na czele oddziału ponownie stanął w drugiej połowie lipca i stoczył szereg walk z Niemcami i nacjonalistami ukraińskimi.
1 sierpnia 1943 r. wziął udział w zwycięskiej bitwie z wojskami niemieckimi w lesie Dębowce koło Józefowa, w miejscu nazywanym też „okopaną linią”. Podczas bitwy „Korsarz” został ranny, a kilka dni później – 5 sierpnia 1943 r. zmarł na stole operacyjnym podczas amputacji ręki przeprowadzanej w lesie w obozie kompanii warszawskiej kpt. Sztumberk-Rychtera. Został pochowany w Hamerni koło Józefowa.
Oddział Hieronima Miąca był jednym z najważniejszych oddziałów leśnych Inspektoratu Zamojskiego PZP-AK, a powszechność ruchu oporu oraz duża liczba akcji sabotażowych i dywersyjnych sprawiła, że obszar ten nazywano „Rzeczpospolitą Józefowską”. On sam blisko współpracował z Umerem Achmołłą Adamowem zwanym Miszką Tatarem – dowódcą oddziału złożonego ze zbiegłych jeńców radzieckich.
Hieronim Miąc był żonaty z Władysławą z Zawadzkich, z którą miał córkę Mirosławę – nauczycielkę.

## Odznaczenia
Rozkazem Komendy Okręgu AK Lublin z dnia 3 maja 1944 r. Hieronim Miąc został odznaczony Krzyżem Walecznych.